# Sournia
Sournia – miejscowość i gmina we Francji, w regionie Oksytania, w departamencie Pireneje Wschodnie.
Według danych na rok 1990 gminę zamieszkiwało 376 osób, a gęstość zaludnienia wynosiła 13 osób/km² (wśród 1545 gmin Langwedocji-Roussillon Sournia plasuje się na 580. miejscu pod względem liczby ludności, natomiast pod względem powierzchni na miejscu 209.). 

## Zabytki
Zabytki na terenie gminy posiadające status monument historique:
- kaplica św. Michała (Chapelle Saint-Michel de Sournia)
- kościół św. Felicji (Église Sainte-Félicité de Sournia)
- kościół św. Wawrzyńca d'Arsa (Église Saint-Laurent d'Arsa)